# Josef Dvořák
Josef Dvořák (ur. 25 kwietnia 1942 w Horní Cerekvi) – czeski aktor telewizyjny, teatralny i filmowy.

## Życiorys
Swoją pracę artystyczną rozpoczął w amatorskim teatrze w Kadaniu, a w latach 1965–1970 w Kladivadlo w Uściu nad Łabą, gdzie odnosił swoje pierwsze sukcesy. W latach 1972–1990 był czołowym aktorem teatrzyku małych form Semafor w Pradze. W 1990 roku założył grupę teatralną Josefa Dvořáka.
W 2020 roku został odznaczony Medalem Za Zasługi I stopnia.
Był trzykrotnie żonaty i ma trzy córki.

## Wybrana filmografia

### Filmy fabularne
- 1970: Narzeczona (Nevěsta) jako kolekcjoner lalek
- 1974: Joachimie, wrzuć go do maszyny! (Jáchyme, hoď ho do stroje!) jako Béda Hudeček
- 1974: Człowiek z Londynu (The Man from London) jako Celestýn
- 1977: Brygada upał (Parta hic) jako górnik Jan Kubík
- 1978: Hop – i jest małpolud (Hop – a je tu lidoop) jako Homola

### Filmy TV
- 1985: Sprytny Honza, czyli jak zostać królem (O chytrém Honzovi, aneb jak se Honza stal králem) jako wodnik Pepa
- 1995: Ostatnie słowo (Poslední slovo)
- 1996: Mały gigant (O mrňavém obrovi)
- 1997: Ślub (Svatba)
- 1999: Kacperkowe dzwony (Kašpárkovy rolničky)
- 2002: Piekło z diabłem (Peklem s čertem)
- 2003: Malowane dzieci (Malovaný děti) jako Kocka
- 2003: Niedźwiedzie II – Rozmowa z Anną (Méďové II – Povídání pro Aničku)

### Seriale TV
- 1978: Pan Tau jako Jan Kalous
- 1977–1981: Szpital na peryferiach (Nemocnice na kraji města) jako Václav Penkava
- 1979: Arabela jako wodnik
- 1983: Goście (Návštěvníci) jako Leo Kane/Emil Karas
- 1984: Latający Czestmir (Létající Cestmír) jako pracownik WAP
- 1985: Rozterki kucharza Svatopluka (Rozpaky kuchaře Svatopluka) jako Svatopluk Kurátko
- 1988: Cirkus Humberto
- 1993: Powrót Arabeli (Arabela se vrací) jako wodnik
- 1996: Pub (Hospoda)
- 2003: Szpital na peryferiach po dwudziestu latach (Nemocnice na kraji města po dvaceti letech) jako Václav Penkava
- 2003: Bob i Bobek w podróży (Bob a Bobek na cestách)
- 2006: Czarnoksiężnik z nadmuchiwanego drzewa (Čaroděj z nafukovacího stromu)
- 2007: Inspektor Fousek na szlaku (Inspektor Fousek na stopě)
- 2007: Błędy (Trapasy)
- 2009: Och, te morderstwa! (Ach, ty vraždy!)

## Dyskografia

### Albumy
- 1995: Vodnická škola Josefa Dvořáka, wyd. Bonton, CD
- 2007: Vodnická škola Josefa Dvořáka, wyd. Supraphon, CD
- 2007: Večerníčky s Josefem Dvořákem, wyd. Supraphon, CD

### Składanki
- 1995: Písničky z hospod Staré Prahy I, wyd. Supraphon, CD -04. Libeňský plynojem, 13. Tydlitát,
- 2008: Kampak běžíš, ježku, wyd. Supraphon, CD – 40. Pučmeloud a včelí medvídci, 40. 1. Školní 40. 2. Modré z nebe, 40. 3. Dlouhá chvíle, 40. 4. Ploty, 40. 5. Veselá I,wyk.: Václav Vydra, Josef Dvořák i Petr Skoumal